# WASP-17 b

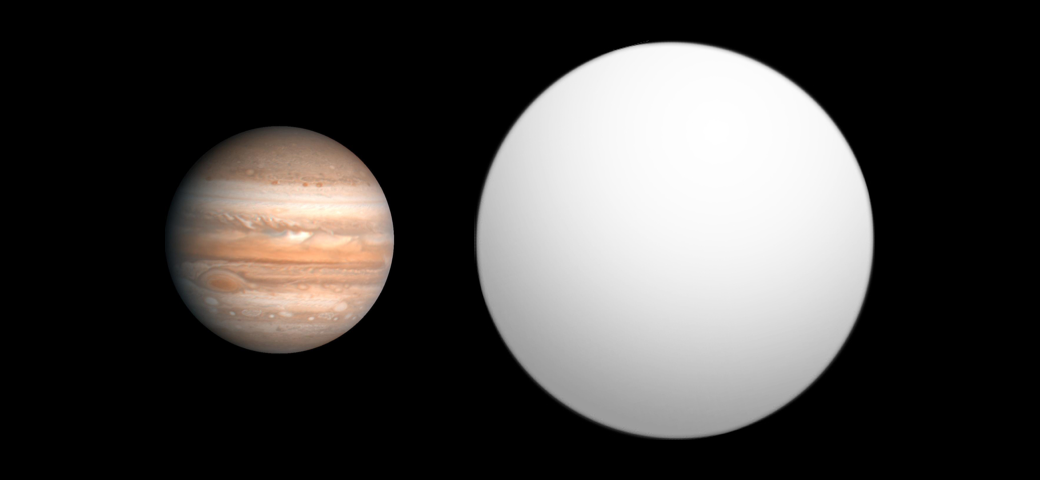
Größenvergleich zwischen Jupiter und WASP-17 b

WASP-17 b (auch „WASP-17b“ geschrieben) ist ein Exoplanet, der den Stern WASP-17 im Sternbild Skorpion umkreist. Er hat die bisher geringste bekannte Dichte eines Planeten und zudem eine rückläufige (retrograde) Umlaufbahn. In seiner Atmosphäre wurde Wasserdampf nachgewiesen.

## Eigenschaften
Bei dem Planeten handelt es sich um den vermutlich ersten entdeckten Exoplaneten mit rückläufiger, d. h. der Rotation des Hauptsterns entgegengesetzter Bewegungsrichtung. Vermutlich ist WASP-17b in Bezug auf seinen Durchmesser der größte bis dato entdeckte Exoplanet und, bei etwa sechs bis vierzehn Prozent der Dichte des Jupiter, der Planet mit der geringsten bekannten Dichte. Die Masse des Planeten beträgt etwa 0,5 Jupitermassen, sein Radius 1,5 bis 2 Jupiterradien. WASP-17b umrundet seinen Hauptstern etwa alle 3,7 Tage einmal.

## Entdeckung
Wie am 11. August 2009 bekannt gegeben wurde, beobachtete ein Team von Astronomen – unter der Leitung von David Anderson, an der Keele University, vom South African Astronomical Observatory aus – den Gasriesen, der etwa 1.000 Lichtjahre (ca. 306 pc) von der Erde entfernt ist. Sie beobachteten dabei in den Jahren von 2006 bis 2008 die Verdunkelungen des Sternlichtes bei Durchgängen des Planeten vor seinem Hauptstern „WASP-17“ (siehe Transitmethode). Anhand der charakteristischen Rot- und Blauverschiebungen in den Spektrallinien des Hauptsterns bei nachfolgenden spektroskopischen Beobachtungen in den Jahren von 2007 bis 2009 konnten die Astronomen auf die Masse des Planeten rückschließen. Da es sich um den 17ten bislang im Rahmen des SuperWASP-Projektes gefundenen Exoplaneten handelte, erhielt er den Namen „WASP-17b“.